# Alain Accardo
Alain Accardo é um sociólogo francês nascido na Argélia. É professor honorário da Université Bordeaux-Montaigne e um dos principais discípulos de Pierre Bourdieu  .

## Obras publicadas
- Initiation à la sociologie de l'illusionnisme social : invitation à la lecture des oeuvres de Pierre Bourdieu, Le Mascaret, 1983.
- La sociologie de Bourdieu. Textes choisis et commentés, Le Mascaret, 1986 (em colaboração com Philippe Corcuff).
- Journalistes au quotidien : essais de socioanalyse des pratiques journalistiques, Le Mascaret, 1995. (em colaboração com com G. Abou, G. Balbastre, entre outros)
- Journalistes précaires, Le Mascaret, 1998. (em colaboração com G. Abou, entre outros)
- Introduction à une sociologie critique. Lire Bourdieu, Le Mascaret, 1997.
- Le petit-bourgeois gentilhomme. La moyennisation de la société, Labor, 2003.
- De notre servitude involontaire. Lettre à mes camarades de gauche, Agone, 2001.
- Sous la direction de Pierre Bourdieu, La Misère du monde, Seuil, 1993.
- The Weight of the World: Social Suffering in Contemporary Societies, 1999.
- Journalistes précaires, journalistes au quotidien, 2007.
- Engagements. Chroniques et autres textes (2000-2010), Agone, 2011.
- Pour une socioanalyse du journalisme. Considéré comme une fraction emblématique de la nouvelle petite bourgeoisie intellectuelle, Agone, 2017.